# Straalgewelf
Een straalgewelf is een bepaald type gewelf waarbij de ribben van het gewelf vanuit één punt in verschillende richtingen uitstralen. Dit centrale punt in het midden kan een sluitsteen zijn.
Een waaiergewelf wordt soms ook een straalgewelf genoemd.